# Општина Меришани (Арђеш)
Меришани (рум. Merișani) општина је у Румунији у округу Арђеш.
Oпштина се налази на надморској висини од 327 m.